# Fire on the Mountain (album)
| Recensione | Giudizio |
| ---------- | -------- |
| AllMusic   |          |

Fire on the Mountain è un album della The Charlie Daniels Band, pubblicato dalla Kama Sutra Records nel novembre del 1974.
Il disco contiene registrazioni effettuate in studio e un paio di brani dal vivo dell'ottobre 1974.
L'album raggiunse la posizione #38, rimanendo in classifica per 34 settimane, fu certificato disco d'oro e di platino, si stima che abbia venduto tra i quattro ed i cinque milioni di copie.

## Tracce
Brani composti da Charlie Daniels, eccetto dove indicato.
Lato A
1. Caballo Diablo – 4:20
2. Long Haired Country Boy – 3:55
3. Trudy – 4:51
4. Georgia – 3:00
5. Feeling Free – 4:02 (Barry Barnes)

Durata totale: 20:08
Lato B
1. The South's Gonna Do It – 3:52
2. New York City, King Size Rosewood Bed – 3:21
3. No Place to Go – 11:20 – Registrato dal vivo il 4 ottobre 1974 al War Memorial Auditorum di Nashville, TN
4. Orange Blossom Special – 3:06 (Ervin Thomas Rouse) – Registrato dal vivo il 4 ottobre 1974 al War Memorial Auditorum di Nashville, TN

Durata totale: 21:39

## Formazione
- Charlie Daniels - chitarra elettrica, chitarra slide, chitarra acustica, banjo, fiddle, voce solista
- Joel Di Gregorio - tastiere, accompagnamento vocale
- Barry Barnes - chitarra elettrica, chitarra acustica, accompagnamento vocale
- Mark Fitzgerald - basso
- Fred Edwards - batteria, percussioni
- Gary Allen - batteria, percussioni

Ospiti:
- Richard Betts - dobro (brano: Long Haired Country Boy)
- Jamie Nichol (The Coconut) - congas (brani: New York City, King Size Rosewood Bed, Feeling Free e No Place to Go)

Band Personnel
- David Corlew - ?
- Mike Sanderson - ?
- Gene Key - ?
- Sonny Matheney - ?
- Jim Crash Klein - ?[4]